# 愛知県立大府高等学校
愛知県立大府高等学校（あいちけんりつ おおぶこうとうがっこう）は、愛知県大府市月見町にある県立高等学校。

## 概要
50年以上の歴史を持つ。地味ではあるが、堅実な校風。全日制普通科は尾張学区所属であるが、三河学区の刈谷市、知立市からも調整特例で進学可能である。姉妹校はカナダのノースバンクーバーにあるウインザー・セカンダリー・スクール 。

## 沿革
- 1949年（昭和24年）3月 - 愛知県大府高等学校を創立。
- 1953年（昭和28年）4月1日 - 県に移管され、愛知県立大府高等学校と改称。
- 2008年（平成20年） - ウインザー・セカンダリー・スクールと姉妹校提携締結。

## 設置課程

### 全日制
- 普通科
- 生活文化科

### 定時制
- 普通科

## 部活動

### 主な実績
野球部は強豪として知られ、甲子園に春夏7回（春4回、夏3回）出場している。元プロ野球選手の槙原寛己や赤星憲広を輩出。2008年（平成20年）に28年ぶり3回目の夏の甲子園出場を果たした。愛知県の公立校が夏の甲子園に出場するのも28年ぶり。
- 1964年：第46回全国高等学校野球選手権大会（2回戦敗退）
- 1980年：第62回全国高等学校野球選手権大会（2回戦敗退）
- 1981年：第53回選抜高等学校野球大会（2回戦敗退）
- 1993年：第65回選抜高等学校野球大会（2回戦敗退）
- 1994年：第66回選抜高等学校野球大会（1回戦敗退）
- 1995年：第67回選抜高等学校野球大会（2回戦敗退）
- 2008年：第90回全国高等学校野球選手権記念大会（1回戦敗退）

他にもバドミントン部などの活躍が目立つ。

### 運動部
- 硬式野球部
- バドミントン部（男女）
- ソフトテニス部（男女）
- 陸上部
- サッカー部
- 水泳部
- 剣道部
- バレーボール部（男女）
- バスケットボール部（男女）
- 弓道部
- 卓球部
- ハンドボール部（男女）
- チアダンス部

### 文化部
- 吹奏楽部
- 演劇部
- 美術部
- 放送部
- 文芸部
- 科学部
- 写真部
- 家庭部
- 茶華道部
- コンピュータ部
- アカペラ同好会

## 著名な出身者
- 県真澄（元プロ野球選手、南海ホークス）
- 氏家雅行（元プロ野球選手、中日ドラゴンズ）
- 槙原寛己（元プロ野球選手・野球解説者、読売ジャイアンツ）
- 赤星憲広（元プロ野球選手・野球評論家、阪神タイガース）
- 小山雄輝（元プロ野球選手、読売ジャイアンツ、東北楽天ゴールデンイーグルス）
- 山本浩司（社会人野球選手、JR東日本）
- 磯村芳幸（元プロゴルファー）
- 清水由紀（アイドル、美少女クラブ31メンバー）
- 山口香緒里（女優）
- 高井菜緒（女優）
- 中村友美（歌手）
- 杉山正樹（競艇選手）
- 渡辺真至（競艇選手）
- kento fukaya（芸人、 大阪吉本）
- kirari（モデル、元teensメンバー）
- 高柳明音（元アイドル、女優）

## 交通アクセス
- JR東海道本線・武豊線「大府駅」より西へ徒歩で約15分。
- 名鉄常滑線「尾張横須賀駅」・河和線「高横須賀駅」より知多バス：大府駅西行きで約20分、「大府高校前」バス停より徒歩で約4分。